# Khoy
Khoy (in curdo Xoy‎; farsi خوی; azero Xoy), Khoi o Khvoy, è il capoluogo dello shahrestān di Khoy nell'Azarbaijan occidentale. La popolazione è in maggioranza di lingua azera e di religione islamica sciita.
Khoy si trova a nord della capitale della provincia e la città più grande Urmia, è a 807 km a nord-ovest di Teheran. L'economia della regione si basa sull'agricoltura, in particolare sulla produzione di frutta, grano e legname. Khoy è soprannominato come il Girasole dell'Iran. Al censimento del 2006, la città aveva una popolazione di 178 708. Gli abitanti della città sono prevalentemente azeri e l'azero è la lingua più parlata a Khoy, quasi tutti gli abitanti parlano anche il persiano.